# المحلة (بودغوريتشا)
المحلة مدينة صغيرة في بلدية بودغوريتشا في جمهورية الجبل الأسود. وكان عدد سكانها أكثر من 1300 حسب إحصاء عام 2011.